# Normanton
Normanton este un oraș în comitatul West Yorkshire, regiunea Yorkshire and the Humber, Anglia. Orașul se află în districtul metropolitan Wakefield.